# 尤寧鎮區 (堪薩斯州麥克弗森縣)
尤寧鎮區（英語：Union Township）為美國堪薩斯州麥克弗森縣轄下的鎮區。2010年美国人口普查中此鎮區人口有194人。

## 地理
尤寧鎮區涵蓋總面積為93.5平方（36.10平方英里），其中陸地面積為93.0平方（35.90平方英里），水域面積為0.52平方（0.20平方英里）或0.55%。

## 人口統計
根據2010年美國人口普查，尤寧鎮區人口有194人，其中男性有96人，女性有98人，人口密度為每平方公里2.08人，住房計80戶。鎮區內的白人有192人，非裔美國人有0人，美洲原住民有1人，亞裔美國人有0人，太平洋島裔美國人有0人，其他種族有0人，混血種族則有1人。此外鎮區內有7人為西班牙裔或拉丁裔美國人。此鎮區之年齡中位數為45.3歲，而男性年齡中位數為49.0歲，女性年齡中位數為43.3歲。

## 交通

### 主要公路
- 4號堪薩斯州州道